# ممرضة ليلية (فلم 1931)
ممرضة ليلية (بالإنجليزية: Night Nurse) فيلم جريمة أمريكي تم عرضه عام 1931 من إخراج ويليام آيه. ويلمان وبطولة كلارك غيبل.

## روابط خارجية
- مقالات تستعمل روابط فنية بلا صلة مع ويكي بيانات